# Terrorizer (magazine)
Pour le groupe de musique, voir Terrorizer.
Terrorizer est un magazine de metal publié par Dark Arts Ltd. au Royaume-Uni mensuellement.